# Зібілле Райнгардт
Зібілле Райнгардт (нім. Sybille Reinhardt, 20 жовтня 1957) — німецька академічна веслувальниця.
Олімпійська чемпіонка 1980 року в складі парної четвірки зі стерновою.
Чемпіонка світу 1974, 1977, 1979 років у складі парної четвірки зі стерновою.